# Бјандрате
Бјандрате (итал. Biandrate) је насеље у Италији у округу Новара, региону Пијемонт.
Према процени из 2011. у насељу је живело 1162 становника. Насеље се налази на надморској висини од 160 м.

## Становништво
| 1931. | 1936. | 1951. | 1961. | 1971. | 1981. | 1991. | 2001. | 2011. |
| ----- | ----- | ----- | ----- | ----- | ----- | ----- | ----- | ----- |
| 1.402 | 1.421 | 1.451 | 1.389 | 1.251 | 1.275 | 1.184 | 1.103 | 1.200 |